# Тоо-Басты
Тоо-Басты (кирг. Төө-Басты) — село в Аксыйском районе Джалал-Абадской области Кыргызстана. Входит в состав Ак-Сууского айылного аймака.

## География
Село расположено в южной части области, на левом берегу реки Ак-Суу (правый приток реки Кара-Суу), на расстоянии приблизительно 27 километров (по прямой) к востоку от города Кербен, административного центра района.

## История
Населённый пункт получил статус села 15 марта 2021 года.

## Население
Согласно оценочным данным Национального статистического комитета Кыргызской Республики, численность населения села на начало 2023 года составляла 1536 человек.